# Épie (Fluss)
Die Épie ist ein Fluss in Frankreich, der im Département Cantal in der Region Auvergne-Rhône-Alpes verläuft. Sie entspringt im Bergmassiv Monts du Cantal, an der Ost-Flanke des Gipfels Puy Grandval (1648 m), im nordöstlichen Gemeindegebiet von Brezons. Die Épie entwässert generell in südöstlicher Richtung durch den Regionalen Naturpark Volcans d’Auvergne und mündet nach rund 28 Kilometern im Gemeindegebiet von Neuvéglise-sur-Truyère im Rückstau der Barrage de Sarrans als rechter Nebenfluss in die Truyère.

## Orte am Fluss
(Reihenfolge in Fließrichtung)
- La Sagnette, Gemeinde Paulhac
- Muratel, Gemeinde Paulhac
- La Loubeyre, Gemeinde Cézens
- La Chassagne, Gemeinde Cussac
- Rochegonde, Gemeinde Neuvéglise-sur-Truyère
- Oradour, Gemeinde Neuvéglise-sur-Truyère